# Party Time?
Party Time? è un EP del rapper statunitense Kurtis Blow, pubblicato nel 1983 e distribuito dalla Mercury Records. La title track e il brano Go to Dance sono in tema festoso, tuttavia le altre tracce trattano argomenti sociopolitici.
L'EP è andato fuori stampa. Ha raggiunto la posizione numero 36 tra i Black Albums.

## Ricezione
| Recensione        | Giudizio |
| ----------------- | -------- |
| AllMusic          | [ 1 ]    |
| The Village Voice | A-       |

Il critico Robert Christgau recensisce positivamente il prodotto, dandogli una «A-» come voto.
In una recensione retrospettiva, Alex Henderson per AllMusic assegna all'album quattro stelle e mezzo su cinque, considerandolo «una delle migliori produzioni hip-hop del 1983» e scrivendo: «alcuni dei migliori testi di Kurtis Blow arrivarono nel 1983, quando fornì l'EP Party Tyme?. Gli LP interi del rapper old-school potrebbero essere discontinui, offrendo una combinazione di tracce buone e di altre meno essenziali. Ma [...] su questo EP [...] passa solo il materiale di prima qualità. L'MC spende così tanto tempo ad affrontare problemi sociali e politici che si finisce per chiedere se è davvero ora di festeggiare. La corsa agli armamenti nucleari, la disoccupazione, la povertà, le droghe e il crimine nei centri urbani sono tra le questioni che Blow affronta in questo EP. Anche se la maggior parte dei ritmi su Party Time? sono puro hip-hop, la canzone del titolo favorisce una fusione hip hop/go-go che è stata piuttosto lungimirante per il 1983.»

## Tracce
1. Party Time – 9:30
2. Big Time Hood – 3:14
3. Nervous – 5:23
4. Go to Dance – 4:17
5. One-Two-Five (Main Street, Harlem, USA) – 5:11

Durata totale: 27:35

## Classifiche
| Classifica (1983) | Posizione massima |
| ----------------- | ----------------- |
| US Black Albums   | 36                |